# Rockelholms fjärden
Rockelholms fjärden är en fjärd i Finland. Den ligger i landskapet Egentliga Finland, i den sydvästra delen av landet, 170 km väster om huvudstaden Helsingfors.
Rockelholms fjärden avgränsas av Sackholm i norr, Västra Rockelholm i öster, Västra Viggesören i sydöst, Östra Båtskär i sydväst samt Hummelholm och Påkmo i öster. Den ansluter till Tällholms fjärden i nordväst.